# Top Junk
Top Junk es una banda de dance-punk de Filipinas. Integrada por Izel Sarangelo-Plácido (voz), Coy Plácido (guitarra, bajo, teclas, sintetizador) y Dennis Leung (batería). Coy formó parte de la banda SessiOnroad e Izel (también conocido como Tuesday Vargas) son los compositores principales del grupo.

## Historia
La banda se formó a partir de 2005, su estilo musical es una fusión entre los géneros musicales como el punk rock, disco, pop, new wave y el funk. Sus canciones en directo, reflejan sobre las reflexiones cotidianas. La banda escogió su nombre que refleja las contradicciones constantes de la vida en general, de las preocupaciones simples de las reflexiones filosóficas. Sus canciones han sido una de las más descargadas a través de varios sitios web, además para escuchar su música de forma gratuita abierta a sus seguidores. En diciembre de 2009, Top Junk lanzaron su disco homónimo bajo expedientes denominado "Acorde D".

## Miembros
- Izel Sarangelo
- Coy Placido
- Dennis Leung

### Anteriores integrantes
- Tim Panganiban (2005-2008)

## Discografía

### Álbumes de Estudios
- Top Junk (2009)(D Chord Records)

## Singles
- The In-Crowd (tema de Jack TV The Peep Show)
- Ciber S.
- Kapit Mahal
- "Di Na Magdaramdam